# ГСП (стадион)
„ГСП“ (на гръцки: Στάδιο Γυμναστικός Σύλλογος „Τα Παγκύπρια“) е футболен стадион в град Никозия, Кипър. Открит е през 1999 г. и е най-големият в страната с капацитет от 22 859 седящи места.
Служи за домакинските срещи на „АПОЕЛ“ и „Омония“. Тук домакинства и националния отбор на Кипър. От 1902 г. до 1998 г. съществува стадион със същото име, който е съборен.

## История
Спортен комплекс „ГСП“ разполага с три терена – футболен, лекоатлетически и тренировъчен. Намира се в началото на Никозия от към магистрала А1. Открит е на 6 октомври 1999 г. от тогавашния президент Главкос Клиридис и архиепископ Хрисостомос I с приятелски мач между АПОЕЛ и Омония, завършил 3:3. Стадионът единствен покрива критериите на УЕФА за международни мачове. Поради тази причина от 2004 г. всички кипърски отбори домакинстват на него мачовете си от европейските клубни турнири. На него се играе и всяка година мача за суперкупата на страната. До 2005 г. се играе на него и финала за купата.
През 2002 г. стадионът приема домакинските срещи на отборите от Израел за Купата на УЕФА и Шампионска лига. Приема и четвърфинал за Купата на УЕФА между Апоел Тел Авив и Милан. През 2002/03 Макаби Хайфа домакинства срещите си от групите на Шампионската лига. Анортозис и АПОЕЛ играят на него срещите се от групите на ШЛ съответно през 2008 г. и 2009 г. През 2012 г. на „ГСП“ се играе и четвърфиналът от ШЛ между АПОЕЛ и Олимпик Лион. Стадионът приема срещи и от груповата фаза на Лига Европа. През 2011 г. и 2012 г. на него домакинстват АЕК Ларнака и АЕЛ Лимасол. През 2013 г. и 2014 г. и Аполон Лимасол играе на него.
На 20 февруари 2014 г. УЕФА насрочва директната елиминация в Лига Европа между Динамо (Киев) и Валенсия да се играе на „ГСП“, поради протестите и сблъсъците в Украйна.

## Трибуни
| Трибуна   | Капацитет | Входове |
| --------- | --------- | ------- |
| Западна   | 7818      | 6       |
| Източна   | 4939      | 4       |
| Северна   | 4749      | 4       |
| Южна      | 4953      | 4       |
| ВИП места | 400       | 1       |
| Общо      | 22 859    | 19      |

## Посещаемост
Рекордната посещаемост от местното първенство е 23 043 зрители в дербито АПОЕЛ-Омония на 7 декември 2002 г., завършил без голове. Рекордът за европейските клубни турнири е от 7 март 2012 г., когато 22 701 зрители наблюдават на живо четвърфиналният сблъсък от Шампионската лига между АПОЕЛ и Олимпик Лион, завършил с победа за АПОЕЛ с 1:0 и изпълнения на дузпи, спечелени с 4:3 от кипърския отбор.

## Галерия
- Северна трибуна
- Южна трибуна
- Източна трибуна